# Falkonerkredsen
Falkonerkredsen er fra 2007 en opstillingskreds i Københavns Storkreds. I 1920-2006 var kredsen en opstillingskreds i Vestre Storkreds.
Den 8. februar 2005 var der 20.612 stemmeberettigede vælgere i kredsen.
Kredsen omfatter den del af Frederiksberg Kommune, som mod vest og syd begrænses af Pile Allé, Allégade, Falkoner Allé, Godthåbsvej, Nordre Fasanvej, Nyelandsvej og Femte Juni Plads.
Kredsen rummede i 2015 flg. kommuner og valgsteder::
1. Frederiksberg Kommune
  1. 10. Kreds, Søerne
  2. 10. Kreds, Ny Hollænder
  3. 10. Kreds, Bülowsvej
  4. 10. Kreds, Duevej

## Folketingskandidater pr. 25/11-2018
| Liste | Parti                       | Kandidat | Bemærk                                                           |
| ----- | --------------------------- | --- | ---------------------------------------------------------------- |
| A     | Socialdemokratiet           | Bo Kømler |                                                                  |
| B     | Radikale Venstre            | Lone Loklindt |                                                                  |
| C     | Det Konservative Folkeparti | Lars Barfoed, Helle Bonnesen |                                                                  |
| D     | Nye Borgerlige              | |                                                                  |
| F     | Socialistisk Folkeparti     | |                                                                  |
| I     | Liberal Alliance            | |                                                                  |
| O     | Dansk Folkeparti            | Morten Dreyer |                                                                  |
| V     | Venstre                     | Søren Sørensen |                                                                  |
| Ø     | Enhedslisten                | Mette Bang Larsen |                                                                  |
| Å     | Alternativet                | Uffe Elbæk, Carolina Magdalene Maier, Kåre Traberg Smidt, Jan Kristoffersen, Asbjørn William Ammitzbøll Flügge, Henrik Marstal, Jonathan Ries, Nina Svane-Mikkelsen, Shahzad Riaz, Rolf Bjerre, Mette Rose Nielsen | Er opstillet i samtlige opstillingskredse i Københavns Storkreds |